# Tatou (couteau)
Pour le mammifère d'Amérique, voir Tatou.
Le tatou est un modèle de couteau multi-outils, comprenant plusieurs couverts de table, fabriqué principalement par l'entreprise du même nom qui est installée à Savigny (France). Il a été conçu par le designer industriel lyonnais Michel Rosaz. Ce modèle a fait partie du paquetage de l’Armée française et est également utilisé par les randonneurs. Tatou est également le nom de l'entreprise qui fabrique ces couteaux.

## Histoire
La fabrication de ce modèle débute en 1979. En 2007, alors que la production risque d'être délocalisée en Chine, l'entreprise est reprise par Roland Nurier qui la maintient en France et fait appel à des ESAT (Établissement ou service d'aide par le travail) pour la fabrication des couteaux.

## Composition
La version civile est composée d'une lame de 9,5 cm, d'un ouvre-boîtes/décapsuleur et d'un anneau, le tout est monté sur un manche. Il est inclus dans un étui qui contient également la fourchette et la cuillère.